# Saint-Hilaire-Foissac
Saint-Hilaire-Foissac är en kommun i departementet Corrèze i regionen Nouvelle-Aquitaine i de centrala delarna av Frankrike. Kommunen ligger  i kantonen Lapleau som tillhör arrondissementet Tulle. År 2022 hade Saint-Hilaire-Foissac 191 invånare.

## Befolkningsutveckling
Antalet invånare i kommunen Saint-Hilaire-Foissac
Referens:INSEE